# Gliom
Gliom je typ tumoru, jenž vzniká v mozku nebo míše. Název gliom je odvozen z glie. Gliomy tvoří cca 30 % všech intrakraniálních tumorů a 80 % všech maligních tumorů  Mezi gliom se řadí astrocytom, oligodendrogliom, glioblastom, ependymom, gliom mozkového kmene, tj. dělení je nikoliv podle lokace vzniku ale podle toho, u kterých typů buněk se příznaky manifestují.

## Příčiny
Jednou z možných příčin vzniku gliomu může být nákaza parazitem Toxoplasma gondii.

## Léčba
Léčba je odvislá od lokace nádoru a progrese. Nejčastěji jde o kombinaci operace, radioterapie a chemoterapie. Z léčiv se uživá Temozolomid (pro schopnost prostoupit hematoencefalickou bariérou) a chemoterapeutika. Obecně gliomy jsou vyléčeny jen zřídka. V USA ročně z 10.000 nově diagnostikovaných pacientů jen polovina přežije první rok a 25% dva roky. Lepší prognóza je u plastických astrocytomů (3 roky), zatímco u glioblastomu je průměrné délka dožití 12 měsíců.